# Aorsen
Die Aorsen waren der größte Stamm in der Konföderation des iranischen Reitervolkes der Sarmaten. Nach Abspaltung von den anderen Stämmen siedelten sie sich nördlich des Bosporanischen Reiches an und eroberten nach und nach fast die ganze Ukraine, Belarus und das Gebiet Russlands bis nach Nowgorod. Sie vertrieben die dort ansässigen anderen Sarmaten-Stämme und besiegten auch das Bosporanische Reich in einem 7-jährigen Krieg. Nach und nach jedoch schwand die Stärke der Aorsen, die im 3. Jahrhundert nach Christus nur noch ein Schatten ihrer selbst waren. Die Goten nutzten diese Situation und überfielen die Aorsen. Sie brauchten jedoch beinahe 20 Jahre, um die Aorsen endgültig zu schlagen.